# Кјеза (Верчели)
Кјеза (итал. Chiesa) је насеље у Италији у округу Верчели, региону Пијемонт.
Према процени из 2011. у насељу је живело 20 становника. Насеље се налази на надморској висини од 513 м.